# Goting
Goting (nordfriesisch: Guating, dänisch; Goting) ist ein Ortsteil der Gemeinde Nieblum auf der Nordseeinsel Föhr.

## Geographie

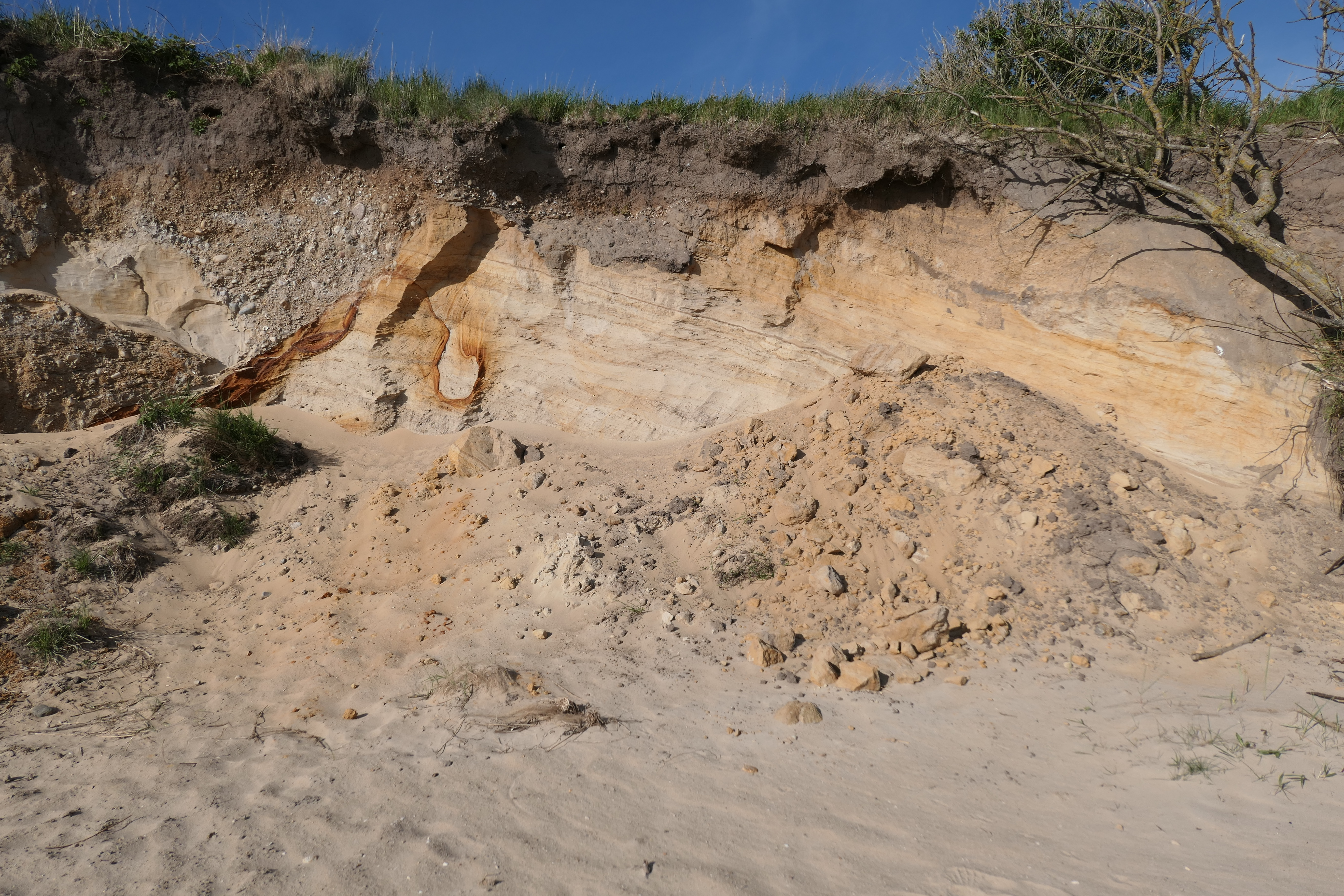
Aufschluss der Schichtungen am Kliff

Goting liegt rund einen Kilometer westlich von Nieblum nahe der Nordsee auf der Geest. Das nahe Goting-Kliff ist mit bis neun Meter Höhe das höchste Steilufer Föhrs. Es entstand in der Saaleeiszeit. Durch die Einwirkung von Wind und Wasser sind die einstmals sichtbaren geologischen Schichten nur noch an wenigen Stellen zu erkennen. Unterhalb des Kliffs liegen zahlreiche Findlinge. Von Wyk auf Föhr verläuft ein Strand bis zum Goting-Kliff, wo er endet.
Der Norden des Ortes ist der ältere Bereich Gotings, während der Südteil aus neueren Siedlungshäusern besteht.

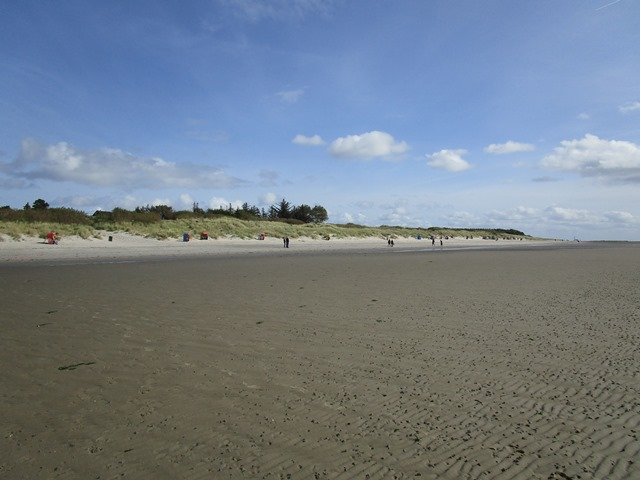
Das Goting-Klif

## Geschichte
Goting ist neben Süderende das einzige Dorf auf Föhr, dessen Name nicht auf -um endet. Aufgrund der Endung -ing wird angenommen, dass es das älteste Dorf Föhrs ist. Mehrere Grabhügel aus der Bronzezeit stützen diese These.
Bis zum Deutsch-Dänischen Krieg 1864 gehörte Goting als Teil der dänischen Enklave Westerland-Föhr (Vesterland-Før) unmittelbar zu Dänemark und nicht wie der östliche Teil Föhrs zum dänischen Herzogtum Schleswig. Goting war 1920 eine von drei Gemeinden im Amt Westerlandföhr, die in Zone II bei der Volksabstimmung nach dem Ersten Weltkrieg mehrheitlich für einen Wechsel nach Dänemark stimmten.
1970 wurde Goting in die Gemeinde Nieblum eingemeindet. Zuvor gehörte Goting zum Amt Westerlandföhr, während Nieblum zum Amt Osterlandföhr gehörte. Die Gemeinde gehörte fortan zum Amt Föhr-Land und seit 2007 zum Amt Föhr-Amrum.
Die Gemeinde hatte eine Fläche von 3,82 km².
Zum Stichtag der Volkszählung am 25. Mai 1987 hatte das Dorf Goting 170 Einwohner in 68 Haushalten.

## Wirtschaft und Verkehr
Haupterwerbszweige sind Tourismus und Landwirtschaft. Die Landesstraße 214, die „Rundföhrstraße“, führt am Nordrand Gotings vorbei.

## Persönlichkeiten
- Jakob Tholund (1928–2022), Lehrer und Schriftsteller, geboren in Goting
- Gustav Mennicke (1899–1988), Maler, gestorben in Goting